# Lipan
Le lipan est une langue athapascane, du groupe des langues apaches parlée en Oklahoma.

## Localisation géographique
Les Lipans vivaient dans une région s'étendant dans le Sud de l'actuel Texas. Leur population vers 1680 était de 1 500 personnes. Les rares descendants actuels vivent dans la réserve mescalero du Nouveau-Mexique.
La langue n'était plus parlée en 1988 que par 2 ou 3 personnes.

## Classification
Le lipan, à l'intérieur des langues athapascanes méridionales, est un des membres du sous-groupe occidental, avec le navajo, le chiricahua, l’apache occidental et le jicarilla.